# Ceux qui vont mourir...
 (mai 2017).
Si vous disposez d'ouvrages ou d'articles de référence ou si vous connaissez des sites web de qualité traitant du thème abordé ici, merci de compléter l'article en donnant les références utiles à sa vérifiabilité et en les liant à la section « Notes et références ».
Ceux qui vont mourir... est le quatrième tome de la série de bande dessinée Murena, dont le scénario a été écrit par Jean Dufaux et les dessins réalisés par Philippe Delaby.

## Personnages
Par ordre d'apparition
- Vespasien
- Lucius Murena, héros éponyme de la série, alors adolescent. Patricien ami de Pétrone, les intrigues de cour le frappent de plein fouet.
- L'apôtre Pierre, venu à Rome diffuser le christianisme, et qui croisera plusieurs fois la route de Murena et Néron.
- Draxius, esclave gladiateur. Il est complice d'Agrippine, qui le charge d'assassiner la mère de Lucius Murena et de fomenter un complot contre Domitia Lepida, tante paternelle de Néron
- Agrippine, veuve de Claude et mère de Néron.
- Néron, fils de Gnaeus Domitius Ahenobarbus et d'Agrippine,  adopté par l'empereur Claude. De naissance, il se nomme Lucius Domitius Ahenobarbus, mais il est devenu Tiberius Claudio Nero.
- Sénèque, précepteur et conseiller de Néron
- Acté, d'abord esclave vouée à la prostitution, elle s'attire l'amour de Néron et ils deviennent amants.
- Arsilia, esclave d'une grande beauté appartenant à Pétrone. Elle devient l'amante de Lucius Muréna. Poppée paie une somme élevée à Pétrone pour la racheter.
- Afranius Burrhus, chef du prétoire, fidèle à Néron
- Balba, gladiateur nubien, d'abord sauvé par Britannicus puis protégé par Lucius Murena, qui l'affranchit. Il fait preuve d'une loyauté profonde envers ses deux protecteurs, tout en critiquant les romains.
- Le dieu Mercure - peut-être une hallucination de Néron.
- Publius Paetus Thrasea, sénateur intègre.
- Pétrone, poète latin, ami de Lucius Murena. Ses vers plaisent à Néron.
- Poppée, femme d'une grande beauté et issue d'une famille puissante. Ambitieuse, elle élabore des intrigues pour s'approcher de Néron.
- Bacchus Soroctos, directeur d'une école de gladiateurs
- Massam, esclave à l'école de Bacchus Soroctos. Doté d'un tempérament féroce et impitoyable, il conçoit une haine tenace contre Balba.
- D'innombrables esclaves

## Place de cet album
Cet épisode clôt le Cycle de la Mère.

## Publication
- Dargaud, septembre 2002,  (ISBN 2-87129-457-7)

#### Articles
- Pascal Ory, « Sous le règne de Néron », L'Express,‎ 1er novembre 2002 (lire en ligne)
- Fabien Tillon, « Carpe Diem », BoDoï, no 55,‎ août-septembre 2002, p. 12.